# 月刊F・S・B第2号〜TRICK or TREAT!〜
『月刊F・S・B第2号〜TRICK or HEART!〜』(げっかんエフエスビーだいにごう トリック・オア・トリート)はFEEL SO BADの8枚目のアルバム。

## 内容
12ヶ月連続リリース第2弾は冒頭にある2000年問題についての曲「Y2K」を収録した。本作から第12号まで川島だりあ、大橋雅人の作詞によるポチシリーズを開始した。

## 収録曲
1. Y2K
作詞：川島だりあ・大橋雅人　作曲：倉田冬樹
2. たたかいです!恋ガタキ!
作詞・作曲：川島だりあ
3. God must be bring him to heaven
作詞：川島だりあ・大橋雅人　作曲：大橋雅人
4. 初めての季節
作詞・作曲：川島だりあ
5. もちつもたれ ウカレウララ
作詞：川島だりあ・大橋雅人　作曲：川島だりあ
6. 太陽を沈めてくれ
作詞：川島だりあ・大橋雅人　作曲：倉田冬樹
7. あなたに逢いに行こう
作詞：川島だりあ・大橋雅人　作曲：川島だりあ
8. ポチとドライブ
作詞：川島だりあ・大橋雅人　作曲：大橋雅人
9. 真冬の花火
作詞：川島だりあ・大橋雅人　作曲：大橋雅人
10. 今すぐに!!
作詞・作曲：大橋雅人